# Tim Mickelson
Timothy Tim Carl Mickelson, ameriški veslač, * 12. november 1948, Deerfield, Wisconsin, ZDA, † 10. avgust 2017, Seattle, ZDA.
Mickelson je za ZDA nastopil na Poletnih olimpijskih igrah 1972 v Münchnu, kjer je bil član osmerca, ki je osvojil srebrno medaljo.